# О духовном в искусстве
«О духовном в искусстве» — философский трактат Василия Кандинского, написанный в 1909 году и впервые опубликованный в 1911 году, в котором художник изложил свои теоретические представления о современном ему искусстве.

## История написания
Кандинский начал собирать свои мысли и наблюдения, которые затем легли в основу трактата, в 1904 году. Первая рукопись трактата на немецком языке носила название «Über das Geistige in der Kunst» и датировалась 1909 годом. Сам Кандинский утверждал, что закончил работу над книгой в 1910 году.
В 1909—1910 года Кандинский попытался опубликовать трактат на немецком языке в издательствах Г. Мюллера и Рейнхарда Пипера, но те ему отказали, объяснив это несовершенствами языка трактата.
В 1010 году Кандинский, находясь в Москве, перевел трактат на русский язык, отправил текст в Устроительный комитет Второго всероссийского съезда художников в Петербург и предложил Сергею Маковскому издать книгу. Маковский тоже отказал Кандинскому.
В работе над немецким текстом трактата Кандинскому помогала Габриеле Мюнтер. Первое печатное издание трактата вышло в декабре 1911 году в издательстве Райнхарда Пипера в Мюнхене при посредничестве немецкого живописца и соорганизатора объединения «Синий всадник» Франца Марка. В книге стояла пометка, что она датировалась 1912 годом.
«Мысли, которые я здесь развиваю, являются результатом наблюдения и душевных переживаний, постепенно накапливавшихся в течение последних пяти-шести лет. Я хотел написать на эту тему книгу большего объема, но для этого нужно было бы произвести множество экспериментов в области чувств. От этого плана мне на ближайшее время пришлось, однако, отказаться, так как я занят был другими, не менее важными работами. Быть может, я никогда не смогу осуществить его. Это более исчерпывающим образом и лучше меня сделает кто-нибудь другой, ибо это действительно необходимо. Мне приходится, таким образом, оставаться в пределах простой схемы и удовольствоваться указаниями на величину проблемы. Я буду счастлив, если эти указания не останутся без отклика», —написал Кандинский в предисловии к первому изданию.
29 и 31 декабря трактат был представлен в России в виде доклада на Втором всероссийском съезде художников. Доклад прочитал Николай Кульбин из-за того, что Кандинский был занят организацией первой выставки «Синего всадника» и не смог приехать в Петербург. Позже доклад опубликовали в «Трудах Всероссийского съезда художников».
В 1912 году в связи с большим успехом трактата вышло его второе и третье издание, в которых появились дополнения.
В 1914 году трактат издали на английском языке в переводе британского писателя Михаэля Томаса Харви Садлера.Тогда же отрывки из перевода были опубликованы в литературном журнале вортицистов BLAST. Это был один из первых последовательных аргументов в пользу абстрактного искусства на английском языке, и перевод Садлера рассматривался как решающий для понимания теорий Кандинского об абстрактном искусстве и как ключевой текст в истории модернизма .
В 1914 году Кандинский также готовил издание трактата на русском языке. Он заключил договор с издательством «Искусство» в Москве, которым руководили музыканты Г. Ангерт и Е. Шор. Однако из-за начала Первой мировой войны трактат так и не был напечатан. В ходе подготовки этого издания Кандинский дополнил её новыми фрагментами, которые перевел с немецкого языка по изданию Пипера.
После Октябрьской революции, предположительно, в период с 1919 по 1921 год, Кандинский вновь попытался опубликовать трактат в России. Вероятно, он обратился в издательство Зиновия Гржебина, но и здесь опубликовать книгу ему не удалось. В этот вариант трактат тоже были внесены значительные изменения. Особенно Кандинский уделял большое внимание главам о форме, композиции и конструкции.
После Второй мировой войны годы трактат неоднократно переиздавался на разных языках, в частности в Нью-Йорке, Париже, Буэнос-Айресе, Токио и других городах. На русском языке его впервые опубликовали в 1967 году уже после смерти Кандинского. Изданием занималось Международное Литературное сообщество в Нью-Йорке. Предисловие к книге написала жена художника Нина Кандинская. В России книга вышла в 1992 году. Все версии трактата на немецком и русском языках были впервые
в двухтомном издании издательства БуксМАрт в 2020 году.

## Структура трактата
Трактат Кандинского состоит из двух разделов. Первый носит название «Общая часть» и состоит из четырёх глав: «Введение», «Движение», «Поворот» и «Пирамида». Второй раздел посвящен живописи и состоит из глав «Действие краски», «Язык красок», «Теория» и «Творение и художник». Наиболее объемная глава «Язык красок», помимо текстового изложения концепций автора, включает в себя несколько таблиц, рисунков и диаграмм, которые иллюстрируют его идеи. Трактат завершается «Заключительным словом».

## Краткое содержание трактата
Первая «Общая часть» открывается Введением, в котором Кандинский излагает эстетические и социальные проблемы. Кандинский утверждает, что художники его эпохи чувствуют родство с духовными идеалами более древнего, нереалистического, то есть «примитивного» искусства, но господство материалистической мысли служит препятствием для возрождения этих идеалов. Большинство художников и созерцателей искусства, по его мнению, увлечены лишь внешними и формальными вопросами, и только одиночные мыслители способствуют духовному прогрессу.
Во второй главе «Движение» Кандинский описывает, как выглядит духовный прогресс в обществе, используя метафору треугольника.
В третьей главе «Поворот» Кандинский утверждает, что антиматериалистическое движение уже находится на подъёме, часто черпая вдохновение в отличных от западных культурах, чтобы развивать «внутреннее знание», которое ведет к духовному прозрению. Это, как пишет автор, наблюдается во всех видах искусства, от постимпрессионистской живописи до символистской поэзии и экспрессионистской музыки.
В четвёртой главе «Пирамида» Кандинский выступает за сближение всех искусств, используя в качестве ориентира нематериальные аспекты музыки.
Вторая часть книги «Живопись» посвящена психологическому и эмоциональному значению цвета и его связи с формой. В пятой главе «Действие краски» Кандинский утверждает, что цвет — это «сила, рождающая вибрацию души».
В шестой главе «Язык красок» подробно описана схема цветов Кандинского с точки зрения их психологических и эмоциональных свойств. Кандинский приходит к выводу, что цвет и форма поддерживают друг друга, вызывая у зрителя особые эмоциональные «вибрации», основанные на концепции «внутренней необходимости».
В седьмой главе «Теория» Кандинский пишет о необходимости духовной гармонии во всех видах искусства и рассматривает конкретные примеры её достижения в театре, танце и музыке.
В восьмой главе «Творение и художник» говорится о духовной и социальной ответственности художника.
В «Заключении» Кандинский приводит аргументы в пользу рационально спланированной композиции и сознательного творчества.

## Концепция искусства в трактате
В трактате Кандинский формулирует свою художественно-эстетическую концепцию. В отличие от материалистов и позитивистов, он считает, что в искусстве существует объективное духовное начало, которое является конечной целью.
По Кандинскому, в искусстве нужно найти связь между духовным и реальным миром. Для этого необходимо лишить предмет его внешней формы. Задача художника в этом случае заключается в том, чтобы отказаться от внешних случайностей и сосредоточиться на внутренней сущности произведения искусства. Он как обладатель особого видения мира должен уловить духовную суть предмета и передать её зрителю.
Кандинский писал, что искусство должно стремиться к синтезу ради созданию «монументального» произведения. Так, центральной одной из основных идей его теории становится «принцип внутренней необходимости» — это движущая сила художника, которая помогает в конечном итоге прийти к внешней форме, чтобы произведение смог воспринимать зритель.
Также Кандинский утверждал, что духовный смысл должен быть выражен через абстракцию, а не через предметное искусство.